# Ricardo Villalobos

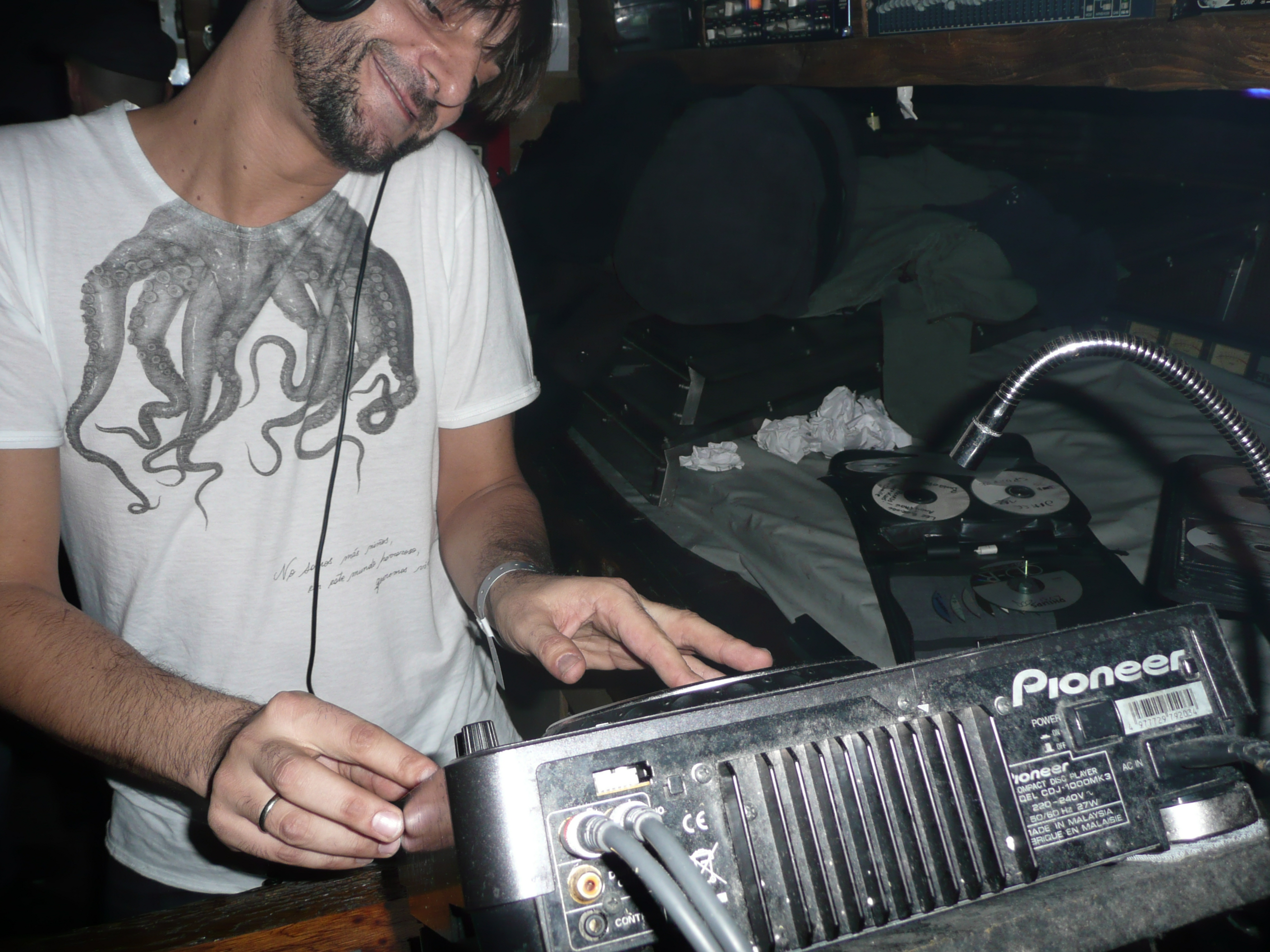
Ricardo Villalobos 2008

Ricardo Villalobos är en tysk musikproducent och DJ känd för sin minimal-techno och mikro-house. Han föddes 1970 i Santiago, Chile men flyttade redan vid tre års ålder med sin familj till Tyskland.
När Ricardo var runt 10 år så började han intressera sig för musik då hans stora idoler blev Depeche Mode.

## Diskografi

### Album
- Alcachofa (2003)
- Thé Au Harem D'Archimède (2004)
- Fizheuer Zieheuer (2006)
- Salvador (2006)
- Fabric 36 (2007)
- Sei Es Drum (2007)
- Vasco (2008)

### Singlar
- Sinus Poetry EP (1993)
- The Contempt (1995)
- N-DRA (1996)
- Heike (1998)
- Salvador (1998)
- 808 the Bassqueen (1999)
- Frank Mueller Melodram (1999)
- Pino Jet Explosion (1999)
- Ibiza99 (2000)
- Luna (2000)
- Que Belle Epoque (2000)
- Tomorrov Cocktail / Ananas (2000)
- Bredow / Damm 3 (2001)
- Halma (2002)
- 808 The Bass Queen / Filtadelic (2003)
- The Contempt (2004)
- Achso (2005)
- Chromosul (2005)
- For Disco Only 2 (2005)
- Que Belle Epoque 2006 (2006)
- Heike (2006)
- Seive / Jimis (2006)
- Unflug (2006)
- What You Say Is More Than I Can Say (2006)
- What's Wrong My Friends? (2006)
- Enfants (2008)
- Vasco EP Part 1 (2008)
- Vasco EP Part 2 (2008)

### Mix album
- Love Family Trax (2002)
- In the Mix: Taka Taka (2003)
- Green & Blue (2005)
- Fabric 36 (2007)